# Lešij

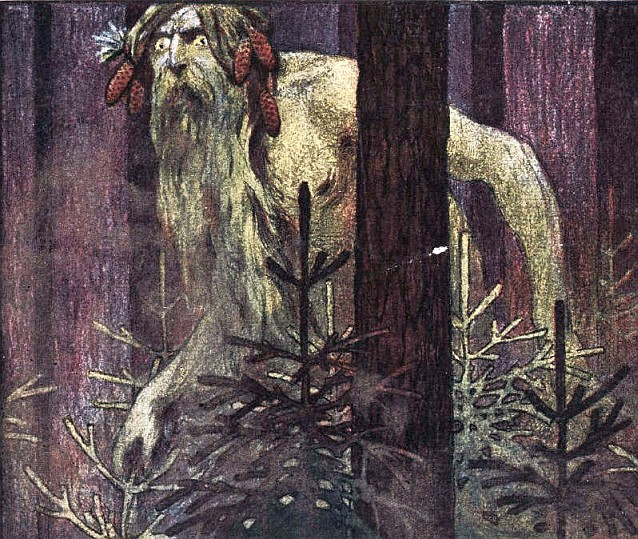
Lešij na obálce stejnojmenného magazínu z roku 1906

Lešij či lesní mužík je východoslovanský lesní démon, nazývaný také lěsovik, lasovik, polisun či mochovik. Vystupuje jako ochránce lesa, k lidem se zpravidla chová zlovolně. Jeho podoba, zahrnující chlupatost, rohy a někdy i kopyta a ocas, měla nejspíše vliv na představu čerta. Lešijovi se podobá také Div, bytost zmiňovaná již ve staroruské literatuře, a zlovolní lesní duchové jako Nikola či Mikola, jehož jméno je snad odvozeno od světce Nikoly Dupljanského, který žil v dutém stromě. Lesní démon Mikola je znám i Kašubům, ti věří, že dává pocestným hádanky a tomu, kdo uhádne, ukáže cestu, kdežto kdo neuhodne, propadne moci zla.
V západoslovanském prostředí lešijům odpovídají diví lidé a lesní panny. Podobají se také antickým faunům a satyrům a západoevropským dusům.

## Vzhled
V lidské formě má podobu starce s dlouhými, bílými vlasy a vousy, svítícíma zelenýma očima, tělem pokrytým srstí a někdy též s malými drápy či rohy. Jeho výška závisí na výšce stromů, může sahat až k jejich korunám, mimo les zase být velký jako tráva. Jeho kůže bývá hrubá jako kůra, vlasy a chlupy zelené. V ruce mívá karabáč nebo palici, obléká například kaftan s červeným opaskem. Často se mění v obyčejného člověka, nejčastěji známého, aby vyvolal v pocestných důvěru. Lze ho však poznat podle zvláštních detailů, jako je špatně zapnutý kaftan, bílé oči nebo absence stínu. Může se také měnit ve zvířata, především v medvěda, vlka, zajíce a červeného kohouta.
Jeho přítomnost lze poznat také podle šumění lesa a chvění stromů. Vydává i další různé zvuky, například napodobující zvířata, smích, tleskání a je původcem ozvěny. Kvůli tomu, že kolem něj vane prudký vítr, nelze nalézt jeho stopy.

## Zvyky

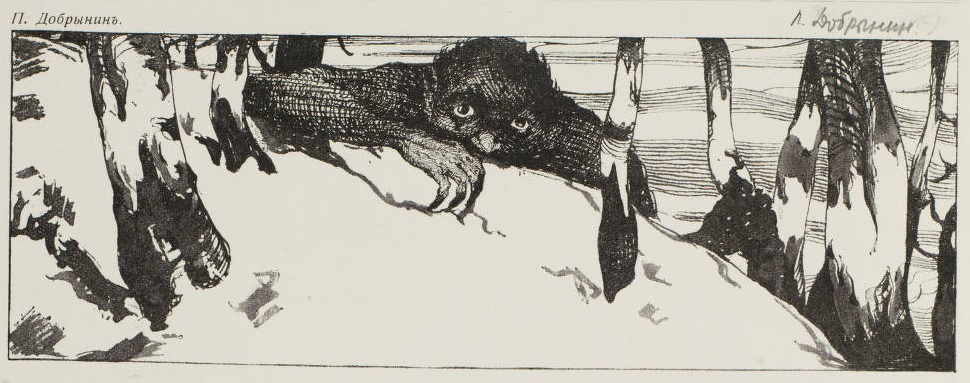
P. Dobrinin, Lešij, 1906

Lešij neobývá pouze lesy, ale také pole a louky a je aktivní především v noci. Zpravidla žije v jednom lese pouze jeden lešij, pokud je jich více, často jim vládne „car lesní“ nebo „lesničí“. Někteří jsou samotáři obývající pustiny a jeskyně, jiní si budují prostorné příbytky, kde hospodaří se svými ženami a dětmi. Hlavním jeho úkolem je střežit les, nestrpí lesní zloděje, hvízdání a pokřikování. Škůdce lesa zahání především děsivým křikem a různými žerty. Člověk, kterého obešel, ztrácí paměť. Ochraňuje také zvěř, vlci a zajíci jsou považováni za jeho stáda a s medvědy, jeho nejoblíbenějšími zvířaty, s oblibou hoduje.
Do lesa s oblibou také zavádí dívky a děti, které zneuctí a ty se vrátí domů až po dlouhé době. Lidem podvrhuje své vlastní děti, které jsou sice silné, ale také hloupé a nenasytné a ve dvanácti letech utečou do lesa. Lze se proti němu chránit oběťmi a dary, především chlebem se solí, zaříkadly jej lze dokonce ovládnout. Jiné lidi zavede z cesty a nechá vyhladovět či utonout v močále. Lze se před ním chránit také třeba obrácením šatů na ruby nebo prohozením levé a pravé boty.

## Populární kultura
- Anton Pavlovič Čechov – komedie Lesoduch (Леший) z roku 1889
- „Lešij“ (Леший) je píseň od ruské metalové skupiny Arkona z alba Slovo.
- Lešij se objevuje jako medvědí duch v komiksu Hellboy: Temnota vábí.
- „Leshy“ je mezinárodní název pro český krátký film Lesapán z roku 2015
- v seriálu Lovci duchů se objevuje lešij jako pohanský bůh a protivník.
- v počítačové hře Quest for Glory: Shadows of Darkness se objevuje jako přátelská postava
- v počítačové hře Thea: The Awakening se objevuje lesní strážce
- Zaklínač 3: Divoký hon – lešij se zde objevuje jako lesní duch a protivník, je zmíněn také v předchozím dílu Zaklínač 2: Vrahové králů a stolním RPG Wiedźmin: Gra Wyobraźni.